# Latin-Soul-Rock (álbum)
Latin-Soul-Rock es un álbum en vivo de la Fania All-Stars, que cuenta con canciones previas hechas en estudio. Después del concierto en el Yankee Stadium la popularidad de la Fania se elevó en los Estados Unidos, por ende quisieron sacar un álbum de mezclas latinas con sonidos característicos de la música popular estadounidense de ese entonces como el rock, jazz y R&B en vivo. Esto lo volvieron a hacer (en un álbum de estudio) en su álbum de 1988, Latin Jazz Fusion.
En su edición en LP, en 1974, la cara A, grabada en estudio, estaba dedicada al jazz y al rock, dos estilos en los la Fania no era para nada experta. A pesar de que se le puede encontrar algún valor (además contaba con invitados como el teclista Jan Hammer y el baterista Billy Cobham), se solía obviar ese lado y pasar directamente a la cara B ya que aquí estaba la esencia de la Fania, la salsa. Además de Billy Cobham y Jan Hammer este álbum cuenta con la participación del guitarrista mexicano hermano de Carlos Santana, Jorge Santana.
Los cinco primeros temas, "Viva Tirado", "Chanchullo", "Smoke", "There You Go" y "Mama Güela" estaban diseñados para demostrar la versatilidad estilística del All Stars – de ahí el título del disco – así como su potencial para un posible crossover. Estas canciones aparecían en el lado A del LP original, mientras que los temas en vivo ocupaban el lado B.
La versión de "Viva Tirado" de la All Stars es bastante fiel al éxito de 1970 de la banda del este de Los Ángeles. The V.I.P.'s (que luego se llamaría El Chicano), que de por sí era una versión de un tema de jazz compuesto por Gerald Wilson en homenaje al toreador mexicano José Ramón Tirado. Barretto, Dibango y Hammer se alternan en los solos. "Chanchullo", obra del pionero del mambo Israel López Cachao, incluye la guitarra de Santana, hermano de Carlos y líder del grupo de rock latino Malo, y la trompeta de Ray Maldonado, hermano mayor del pianista Ricardo Ray. El lado A concluye con una energética versión de "Mama Güela", un mambo de Tito Rodríguez que el cantante había grabado allá por 1949 bajo el título Mambo Mona con su grupo Los Lobos Del Mambo. Hammer, conocido por su música para la serie de televisión Miami Vice, le agrega vitalidad a este número con un impresionante solo de Hammond. 

## Lista de canciones

### Lado A (Grabado en Estudio)
1. "Viva Tirado" (Gerald Wilson) — 5:23
2. "Chanchullo" (Israel "Cachao" López) — 5:36
3. "Smoke" (D. Ervin) — 4:04
4. "There You Go" (Edwin Stars) — 3:09
5. "Mamá Güela" (Tito Rodríguez) — 2:54

### Lado B (Grabado en Vivo)
1. "El Ratón" (En vivo en el Yankee Stadium) (Cheo Feliciano) — 7:54
2. "Soul Makossa" (En vivo en el Coliseo Roberto Clemente) (Manu Dibango) — 5:45
3. "Congo Bongo" (En vivo en el Yankee Stadium) (Larry Harlow/Henry Álvarez) — 10:19

## Créditos
- Cheo Feliciano†: Voz
- Héctor Lavoe†: Voz
- Ismael Miranda: Voz
- Ismael Quintana†: Voz
- Johnny Pacheco: Güiro
- Ray Barretto†: Congas
- Mongo Santamaria†: Congas
- Jorge Santana: Guitarra
- Bobby Valentin: Bajo
- Larry Harlow: Teclado
- Richie Ray: Piano
- Jan Hammer: Teclado
- Manu Dibango: Saxo tenor
- Barry Rogers†: Trombón
- Willie Colón: Trombón
- Reinaldo Jorge: Trombón
- Ray Maldonado†: Trompeta
- Nicky Marrero: Timbales
- Billy Cobham: Batería

- Datos: Q5971493